# Temper Temper
Albums de Bullet for My Valentine
Fever
(2010) Venom
(2015)
Singles
1. Temper Temper
Sortie : 30 octobre 2012
2. Riot
Sortie : 17 décembre 2012

Temper Temper est le quatrième album studio du groupe de heavy metal gallois Bullet for My Valentine commercialisé le 8 février 2013 en Australie, et le 11 février 2013 à travers le monde, distribué par le label RCA Records. L'album est de nouveau produit par Don Gilmore, qui avait produit l'album précédent, Fever, et mixé par Chris Lord-Alge (en).
Le groupe présente le premier single de l'album en live le 22 octobre 2012 au BBC Radio 1's Rock Week. Bullet for My Valentine présente le titre Temper Temper le 30 octobre 2012 dans le monde. Le 12 novembre, le vidéoclip de Temper Temper est diffusé. Il est tourné à Los Angeles et réalisé par Michael Dispenza. Le 17 décembre 2012, le second single est diffusé via YouTube et s'intitule Riot. Le 11 janvier 2013, le vidéoclip de Riot est diffusé. le groupe collabore avec Chris Jericho du groupe Fozzy sur la chanson Dead To The World. Jericho aide à l'écriture des paroles. L'album est chargé illégalement le 1er février 2013.

## Liste des pistes
| No  | Titre                                | Durée |
| --- | ------------------------------------ | ----- |
| 1.  | Breaking Point                       | 3:42  |
| 2.  | Truth Hurts                          | 3:36  |
| 3.  | Temper Temper                        | 3:08  |
| 4.  | P.O.W.                               | 3:53  |
| 5.  | Dirty Little Secret                  | 4:55  |
| 6.  | Leech                                | 3:59  |
| 7.  | Dead to the World                    | 5:15  |
| 8.  | Riot                                 | 2:49  |
| 9.  | Saints & Sinners                     | 3:29  |
| 10. | Tears Don't Fall (Part 2)            | 5:38  |
| 11. | Livin' Life (On the Edge of a Knife) | 4:01  |

## Classements
Temper Temper atteint la 13e place du Billboard 200 avec 41 000 exemplaires vendus à sa première semaine. Le 8 novembre 2013, 121 000 exemplaires ont été vendus uniquement aux États-Unis.
| Classement (2013)                  | Meilleure place |
| ---------------------------------- | --------------- |
| Allemagne (Media Control AG)       | 5               |
| Australie (ARIA)                   | 4               |
| Autriche (Ö3 Austria Top 40)       | 3               |
| Belgique (Flandre Ultratop)        | 65              |
| Belgique (Wallonie Ultratop)       | 91              |
| Canada (Canadian Albums)           | 9               |
| Espagne (Promusicae)               | 5               |
| États-Unis (Billboard 200)         | 13              |
| Finlande (Suomen virallinen lista) | 5               |
| France (SNEP)                      | 51              |
| Norvège (VG-lista)                 | 30              |
| Nouvelle-Zélande (RIANZ)           | 14              |
| Royaume-Uni (UK Albums Chart)      | 11              |
| Royaume-Uni (Rock & Metal Albums)  | 1               |
| Suède (Sverigetopplistan)          | 19              |
| Suisse (Schweizer Hitparade)       | 9               |